# Laura Kolbe
Laura Kristina Kolbe, född 9 september 1957 i Bogotá, är en finländsk historiker och professor.
Kolbe blev filosofie magister i allmän historia 1982 och filosofie doktor i Finlands och Nordens historia 1989 på en avhandling om villastaden Brändö i Helsingfors. Hon har bland annat verkat som intendent för Mannerheim-museet 1984–1992 och som forskare vid Helsingfors stads historiekommitté 1998–2002. Hon var tillförordnad professor i historia vid Helsingfors universitet åren 2002–2004 och är sedan 2006 professor i Europas historia. Hon har även varit verksam som medarbetare åt presidentgemålen Eeva Ahtisaari 1996–2000 och chefredaktör för tidskriften Tiedepolitiikka 2003–2006. Hon är Centerns ledamot av Helsingfors stadsfullmäktige.
Kolbe har gett ut ett flertal verk om Helsingfors stads historia och Finlands lärdomshistoria. Sedan 1991 har hon verkat som kolumnist i ett flertal tidskrifter och dagstidningar.

## Utmärkelser
- Riddartecknet av I klass av Finlands Vita Ros’ orden[6]
- Riddartecknet av I klass av Finlands Lejons orden[6]
- Kommendör av Oranien-Nassauorden[6]

[Redigera Wikidata]

### Webbsidor
- Kolbe, Laura i Uppslagsverket Finland (webbupplaga, 2012). CC-BY-SA 4.0
- ”Laura Kolbe”. 375 Humanister. Helsingfors universitets humanistiska fakultet. http://375humanistia.helsinki.fi/sv/humanisterna/laura-kolbe. Läst 17 oktober 2016.